# Partula filosa
Espèce
Statut de conservation UICN

 EX  : Éteint
Partula filosa est une espèce d'escargot terrestre appartenant à la famille des Partulidae. Endémique à la Polynésie française, cette espèce est menacée de disparition.